# Coleophora apiciabella
Coleophora apiciabella é uma espécie de mariposa do gênero Coleophora pertencente à família Coleophoridae.